# Densufens
Densufens is een geslacht van vliesvleugeligen uit de familie van de Trichogrammatidae. De wetenschappelijke naam van dit geslacht is voor het eerst geldig gepubliceerd in 1994 door Lin.

## Soorten
Het geslacht Densufens is monotypisch en omvat slechts de volgende soort:
- Densufens multiciliatus Lin, 1994